# Binu Sasidharan
Binu Sasidharan  (Aluva, 17 de noviembre de 1976) es un productor hindú conocido por su trabajo en la industria cinematográfica de Malayalam. Hizo su largometraje debut Once Upon a Time (2013 film) el cual está siendo patrocinado como el primer largometraje animado de Malayalam. Sasidharan,  con anterioridad ha dirigido en una versión de la película CID Moosa (CID Moosa 007 for home video) y recientemente fue el desarrollador de la primera película en 3D estereoscópica de Malayalam para los teatros en casa llamados Kuttichathan.

## Juventud
Binu nació en Desam, Aluva en Eranakulam Dist., Kerala. Él completo su maestría en comercio en la universidad de Sree Sankara, Kalady en 1999.

## Carrera
En 1999 después de sus estudios, Binu empezó su carrera como diseñador y animador independiente. En 2002, por un corto tiempo, también trabajo como tutor invitado en la universidad Union Christian College, Aluva.
En 2004 se unió a la MNC (mobile network code) como diseñador gráfico y más tarde en 2005 empezó su propio estudio de animación (Wireframe animation) en su ciudad natal, al mismo tiempo empezó a trabajar como consultor creativo independiente externo. En su corta carrera de alrededor de 14 años, él ha trabajado realizando contenido para varias películas, publicidad y televisión.